# 大船警察署
大船警察署（おおふなけいさつしょ）は、神奈川県警察が管轄する警察署の一つである。
相模方面本部隷下、第六方面に属する小規模警察署であり、署長は警視。識別章所属表示はYH。
平成24年以降、繁華街等における街頭犯罪抑止対策のため、街頭防犯カメラを運用している、県下で数少ない警察署の一つ。 

## 所在地
- 神奈川県鎌倉市大船1709番地の2

## 管轄区域
- 鎌倉市のうち
  - 山之内
  - 台
  - 台一丁目 - 五丁目
  - 小袋谷
  - 小袋谷一丁目・二丁目
  - 大船
  - 大船一丁目 - 六丁目
  - 高野
  - 岩瀬
  - 岩瀬一丁目
  - 今泉一丁目 - 五丁目
  - 今泉台一丁目 - 七丁目
  - 岡本
  - 岡本一丁目・二丁目
  - 玉縄一丁目 - 五丁目
  - 植木
  - 城廻
  - 関谷
  - 山崎
  - 管轄面積：13.97km2

## 沿革
- 1948年（昭和23年）3月7日 - 警察法の公布に伴い、自治体警察として鎌倉郡大船町に大船町警察署を開設。
- 1948年（昭和23年）6月5日 - 大船町の鎌倉市編入に伴い、鎌倉市大船警察署に改称。
- 1954年（昭和29年）7月1日 - 警察法の改正に伴い、神奈川県大船警察署となる。
- 1978年（昭和53年）4月10日 - 現在地に新庁舎が落成。

## 組織
- 署長（警視）
- 副署長（警視）
- 警務課 - 警務係、住民相談係、管理係
- 会計課 - 会計係
- 生活安全課 - 防犯少年係、経済保安係
- 地域課（警ら用無線自動車2台、小型警ら車1台） - 地域企画係、地域第一係、地域第二係、地域第三係
- 刑事課 - 強行犯係、盗犯係、鑑識係、知能組織犯罪対策係
- 交通課 - 交通総務係、交通捜査係、交通指導係
- 警備課 - 公安係、外事係

（7課体制）
※「神奈川県警察の組織に関する規則（昭和44年神奈川県公安委員会規則第2号）」を参考にした。

## 交番・駐在所
- 大船駅前交番　鎌倉市大船一丁目9番4号
- 玉縄交番　鎌倉市玉縄一丁目2番地17
- 台交番　鎌倉市台一丁目2番5号
- 今泉駐在所　鎌倉市今泉台一丁目14番2号

住所は「交番その他の派出所及び駐在所の名称及び位置 (平成6年11月1日神奈川県警察本部告示第15号)」令和6年9月10日改正に拠る。

### 廃止された交番
- 山ノ内交番　鎌倉市山ノ内1344番地2[2]（JR北鎌倉駅前）
2021年10月頃、大船警察署から交番を廃止する意向が伝えられると住民が反対署名を集め[3]市議会・県議会へ陳情[4]した。2022年3月に鎌倉市議会は令和4年2月定例会において意見書[5]を議決し提出した[6]。
2023年3月31日に隣接する交番と統合し廃止され連絡所に変更[7]。
廃止まで「大船警察署山之内交番」と掲出されていた（タウンニュースの写真[3]参照）。
2024年9月30日に連絡所も廃止[8]。